# Rhimphoctona separata
Rhimphoctona separata là một loài tò vò trong họ Ichneumonidae.